# Maltodextrină
Maltodextrina este o polizaharidă formată din unități D-glucoză legate α(1→4)-glicozidic, fiind utilizată ca aditiv alimentar. Este obținută din amidon ca urmare a procesului de hidroliză parțială a acestuia, și este o pulbere albă, higroscopică. Maltodextrina este ușor de digerat, fiind absorbită la fel de rapid ca glucoza, iar ca gust este moderat dulce sau chiar insipidă (depinzând de gradul de polimerizare).